# Nalhós
Nailloux (en occità Nalhós) és un municipi francès situat al departament de l'Alta Garona, a la regió Occitània.

## Ciutats agermanades
- Canfranc, Espanya